# Porina minutissima
Porina minutissima är en lavart som beskrevs av Henssen, Lücking & Vezda. Porina minutissima ingår i släktet Porina och familjen Porinaceae.   Inga underarter finns listade i Catalogue of Life.